# Draba howellii
Draba howellii là một loài thực vật có hoa trong họ Cải. Loài này được S.Watson mô tả khoa học đầu tiên năm 1885.